# Perissomastix protaxia
Perissomastix protaxia är en fjärilsart som beskrevs av Edward Meyrick 1924. Perissomastix protaxia ingår i släktet Perissomastix och familjen äkta malar.
Artens utbredningsområde är Kongo-Kinshasa. Inga underarter finns listade i Catalogue of Life.